# New Mexico United
O New Mexico United é uma equipe americana de futebol profissional sediada em Albuquerque, Novo México . Fundada em 2018, a equipe joga na USL Championship, a segunda divisão do futebol nos Estados Unidos.

## História
O estado do Novo México ganhou seu primeiro time profissional de futebol nos anos 90, o New Mexico Chiles da American Professional Soccer League e depois da USISL . A equipe foi vice-campeã pelo título da liga em 1995 e atraiu uma média de 3.874 de presença em casa, mas foi dobrada por seus donos em 1996. Os Chiles foram substituídos na temporada seguinte pelos Albuquerque Geckos, que entraram na USL Second Division com novos donos e jogaram em um novo estádio de futebol compartilhado com o colegial New Mexico Lobos . Os Geckos venceram o campeonato da Divisão 3 e foram promovidos para a segunda divisão A-League em 1998, mas lutaram para ganhar partidas e não puderam pagar jogadores e credores. A equipe teve uma participação média de 1.200 e anunciou sua mudança para Sacramento, Califórnia, em outubro de 1998.
Uma equipe semi-profissional, o Albuquerque Sol, foi criada em 2014 para capitalizar o interesse da área no futebol. Os donos da equipe afirmaram que seu objetivo era ganhar uma equipe de expansão da USL dentro de alguns anos e, eventualmente, passar para a Major League Soccer (MLS). O Sol encomendou um estudo em 2016 para analisar um possível estádio específico do centro de futebol com 10.000 assentos para apoiar uma expansão da USL em 2018 e uma expansão da MLS até 2024. O estudo do estádio identificou três locais potenciais no centro de Albuquerque para um estádio, que custaria entre US $ 24 e US $ 45 milhões.
Em 6 de junho de 2018, a USL anunciou um clube de expansão de Albuquerque que começaria a jogar em março de 2019. A equipe seria de propriedade de um grupo separado do Sol, mas o fundador do Sol foi contratado pela equipe do USL. O Sol sugeriu que eles poderiam se tornar um programa alimentador para a nova equipe da USL, para criar talentos locais. O clube anunciou seu nome, New Mexico United, e cores em 9 de outubro de 2018, seguindo sugestões de torcedores que geraram 226 nomes no total.
A equipe jogou sua partida de abertura em 9 de março de 2019, com 12.896 torcedores presentes no Isotopes Park . Devon Sandoval marcou o primeiro golo da equipa num empate em 1-1 contra o Fresno FC .

## Cores do clube

A marca do clube inspira-se no símbolo Zia, visto aqui na bandeira do estado do Novo México.

O brasão do New Mexico United é um simples escudo amarelo com quatro linhas pretas que representam o símbolo Zia, encontrado na bandeira do estado e usado com permissão da tribo Zia . A crista também tem um diamante negro com o número "18", representando o ano em que o clube foi fundado. O esquema de cores amarelo e preto foi colorido para fazer referência à bandeira do estado enquanto se diferenciava de outros clubes locais.

## Estádio

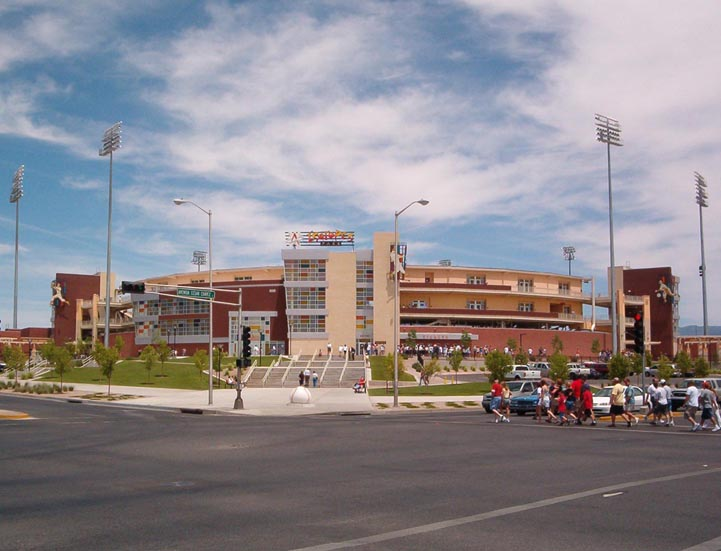
A entrada para o Isotopes Park em 2005

O clube vai jogar no Isotopes Park, um estádio de beisebol que abriga principalmente os Isótopos de Albuquerque da Pacific Coast League, até que um estádio específico de futebol seja construído. Os Isótopos continuarão sendo o inquilino principal e a equipe do USL agendará seus jogos em casa durante os jogos fora de casa para os Isótopos. O estádio acomoda 13.500 espectadores para jogos de beisebol.

## Estatísticas

### Participações
|  | Participações em 2020 |

| Competição     | Competição               | Temporadas | Melhor campanha          | Estreia | Última | P | R |
| Estados Unidos | Lamar Hunt U.S. Open Cup | 2          | Quartas-de-finais (2019) | 2019    | 2020   |   | – |